# Benguelastroom

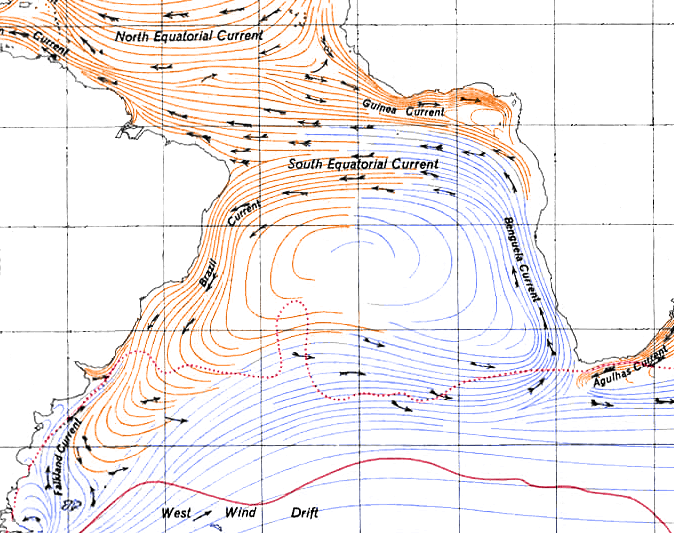
Benguelastroom in de Zuid-Atlantische gyre

De Benguelastroom is een koude zeestroom die afkomstig is uit de Zuidzee rond Antarctica en die noordwaarts beweegt langs de westkust (Atlantische kust) van Zuid-Afrika en Namibië tot aan het zuiden van Angola. Vanaf daar steekt zij als Atlantische Zuidequatoriale stroom de Atlantische Oceaan over.
Deze zeestroom, die gepaard gaat met hevige winden, ontmoet de naar het zuiden stromende Agulhas-zeestroom. Hierdoor vindt men er een rijke zeefauna, maar ook een wilde Atlantische Oceaan.